# 达卡巴嗪
達卡巴仁（英語：Dacarbazine），也稱為咪唑甲酰胺（英語：imidazole carboxamide），以DTIC-Dome品牌等於市面銷售，是一種用於治療黑色素瘤和霍奇金淋巴瘤的化學療法藥物。於治療霍奇金淋巴瘤時，通常會與長春鹼、博萊黴素和阿黴素一起使用（稱為ABVD化療方案）。透過靜脈注射給藥。
使用後常見的副作用有食慾不振、嘔吐、白血球減少和血小板低下。嚴重的副作用有肝臟問題和過敏反應。目前尚不清楚個體於懷孕期間使用對胎兒是否安全。達卡巴仁屬於烷化劑和嘌呤類似物家族藥物。
此藥品於1975年在美國被批准用於醫療用途。也被列入世界衛生組織基本藥物標準清單。

## 醫療用途
截至2006年中期，達卡巴仁通常用作治療轉移性黑色素瘤的單一藥物，並作為治療霍奇金淋巴瘤的ABVD化療方案（包含阿黴素/博萊黴素/長春鹼/達卡巴仁）其中之一成分，以及治療肉瘤的MAID方案（包含美司鈉/阿黴素/異環磷醯胺/達卡巴仁）。在德國針對治療兒童霍奇金淋巴瘤的試驗中，達卡巴仁被證明與丙卡巴仁（另一種具有相似化學性質的藥物）有相似的療效，但可降低來自丙卡巴仁的毒性作用，因此在治療兒童II & III型T細胞淋巴瘤時，先行採OEPA方案（包含長春新鹼/依托泊苷/潑尼松/阿黴素），之後再採COPDAC方案（包含環磷醯胺/長春新鹼/潑尼松/達卡巴仁） 以取代先前的COPP方案（包含環磷醯胺/長春新鹼/潑尼松/丙卡巴仁）。
於2022年發表的研究報告也表示以達卡巴仁取代丙卡巴仁可顯著降低罹患霍奇金淋巴瘤成人患者治療後造血幹細胞和祖細胞的突變負擔，且臨床療效似乎沒明顯下降。

## 副作用
達卡巴仁與許多化學治療藥物一樣，可能有許多嚴重的副作用，因為它會同時干擾正常細胞生長以及癌細胞生長。最嚴重的副作用是治療期間懷孕或生育的小孩可能出現先天性障礙、個體本身不孕症（可能為永久性）或是免疫抑制（抵抗感染或疾病的能力降低）。達卡巴仁被認為具有高度噁心和嘔吐作用（CINV），大多數患者會預先服用地塞米松和止吐劑（如5-HT3拮抗劑，例如昂丹司瓊）和/或NK1受體拮抗劑（例如阿瑞吡坦）。其他顯著的副作用有頭痛、疲勞和偶爾的腹瀉。
瑞典國家健康福利委員會已於藥物標籤上發佈黑框警告，並建議有肝臟問題的個體避免使用達卡巴仁。

## 作用機轉
達卡巴仁被肝臟微粒體酶活化為一甲基三氮唑咪唑甲酰胺 (monomethyl triazeno imidazole carboxamide，MTIC)，這是一種烷基化化合物。會引起DNA甲基化、修飾和交聯，而抑制DNA、RNA和蛋白質的合成。

## 合成
將亞硝酸添加到5-氨基咪唑-4-甲酰胺核糖核苷酸中，生成5-重氮咪唑-4-甲酰胺（5-diazoimidazol-4-carboxamide），再與二甲胺反應生成達卡巴仁。

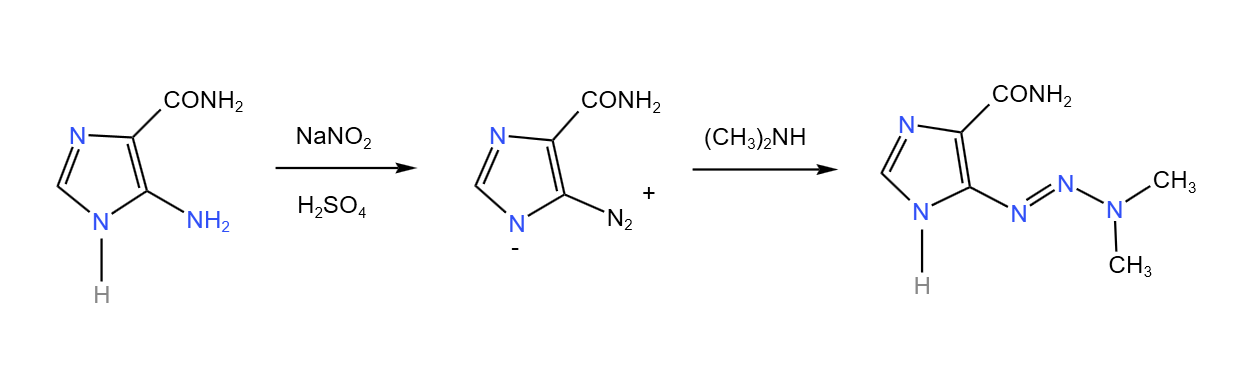
達卡巴仁合成過程。

## 歷史
達卡巴仁首次於1959年由阿拉巴馬州南方研究所（非營利組織）合成。研究經費由美國聯邦提供協助。此藥品於1975年5月獲得美國食品藥物管理局（FDA）批准作醫療用途，商品名為DTIC-Dome。最初由拜耳公司銷售。

## 社會與文化
赫士睿（Hospira，後被輝瑞併入）、梯瓦藥業、費森尤斯藥業（Fresenius Kabi）、Hikma Pharmaceuticals藥業、Bedford Pharma藥業均有提供達卡巴仁的通用名藥物。